# Журавицький Вадим Михайлович
Вадим Михайлович Журавицький (3 грудня 1962, м. Київ) — український композитор, педагог. Лауреат Республіканської премії ім. Л. Ревуцького (1998), Міжн. конкурсу творів для духових інструментів у Рівному (1997). Член НСКУ (1990). Закінчив Київську консерваторію (кл. композиції Ю. Іщенка, 1986) та асистентуру при ній (1995). Від 1986 — референт КО СКУ, з 1989 — викладач Київської ДМШ № 3; з 1993 — кафедри композиції Київської консерваторії (НМАУ). Від 2007 працює в Німеччині (Штуттґарт).

## Дискографія
CD —
- Моцарт В. А. Соната для скрипки з фортепіано: Н. Сіваченко (скр.), В. Журавицький(фортепіано). — К., 2007;
- Vadim Zhuravitsky. Симфонія для струнних, Соната для альта, флейти й фортепіано, вокальний цикл на сл. С. Вікмана «Последний луч». — К., 2007.

## Твори
- для симфонічного оркестру — Симфонія № 1 (1987), Концерт для скр. з оркестром (1989), Концерт для фортепіано з оркестром (1995);
- для камерного оркестру — Симфонія № 2 (2007), «Contra spem spero» (1992), «Еклога» для флейти, арфи та камерного оркестру (1991), «Регтайм» (1997), «Три українські пісні» для сопрано й камерного оркестру (2002);
- камерна музика — «Три пісні про мертвих королів» для сопрано і струнного квартету (1995), Тріо для кларнета, альта та віолончель (1991), Тріо для флейти, фагота та фортепіано (1997); Квінтет для флейти, гобоя, кларнета, фагота та валторни (1995); «Тьмяне листя» для кам. анс. (2004);
- сонати — для труби й фортепіано (1986), альт, флейти й фортепіано (1989), бас-кларнета й фортепіано (1993), скрипки соло (1993), скрипки й фортепіано (2003), для віолончель і фп (2000);
- для фортепіано — Прелюдія і Пасакалія (1987), 5 п'єс для фортепіано «Плинна музика» (1997), «Добрий приятель свінг», джаз, п'єси для фортепіано і 2-х фортепіано (1990), 15 двоголосних інвенцій (2001), 10 джаз, п'єс для дітей;
- для арфи — «Лісові гукання» (1991);
- для хору без супр. — «Хоровий диптих» (1988, сл. Л. Костенко й У. Вітмена), «Три псалми Давидові» (1992, сл. Т. Шевченка), хор. диптих «Чумацькі пісні» (1993), «Хоровий диптих» (1996, обр. укр. нар. пісень);
- вокальні цикли — «Чутливі струни», сл. Л. Костенко, для мецо-сопрано й фортепіано (1987), «Три стихотворения А. Ахматовой» для сопрано й фортепіано (1988), «Последний луч» сл. С. Вікмана, для сопрано й фортепіано (2001), «Три стихотворения О. Мандельштама» для сопрано й фортепіано (2004); обр. нар. пісень; муз. для дітей.